# Little Sand Lake, Minnesota
Little Sand Lake là một lãnh thổ chưa tổ chức của Hoa Kỳ thuộc quận Itasca, tiểu bang Minnesota, Hoa Kỳ. Năm 2010, dân số của xã này là 349 người.